# بیکرتن (ویرجنینای غربی)
بیکرتن (به انگلیسی: Bakerton) یک منطقهٔ مسکونی در ایالات متحده آمریکا است که در شهرستان جفرسون، ویرجینیای غربی واقع شده‌است.